# Brioc
San Brioc (en gales: Briog, en bretón: Brieg, en francés: Brieuc) (Gales, inicio del siglo VI - Saint-Brieuc, Bretaña, siglo VI) fue un monje galés, predicador en la Bretaña y primer abad de Saint-Brieuc. Es venerado como santo por diferentes confesiones cristianos y es considerado como uno de los Siete Santos Fundadores de Bretaña.

## Biografía
No se sabe mucho sobre su juventud; los actos de su vida, del siglo IX, no son fiables. James Ussher, obispo irlandés del siglo XVI, dice que había nacido en Irlanda, pero no hay pruebas para afirmarlo. La tradición dice que había nacido en Ceredigion (Gales) y su nombre original sería Briafael o Briavel. 
Estudió con Germanus (no se puede saber si se trata de San Germán de Auxerre, Germán de París u otro). Según actas tardías, hizo milagros antes de ser ordenado sacerdote. Fundó la iglesia de Saint Breock en Cornualles y marchó a predicar a la Bretaña, donde fundó un monasterio en Landebaeron. Marchó después en la Alta Bretaña, donde estableció un oratorio en el lugar que después cogería su nombre, Saint-Brieuc-des-Vaux, que se convirtió en monasterio y del cual Brioc fue abad. 

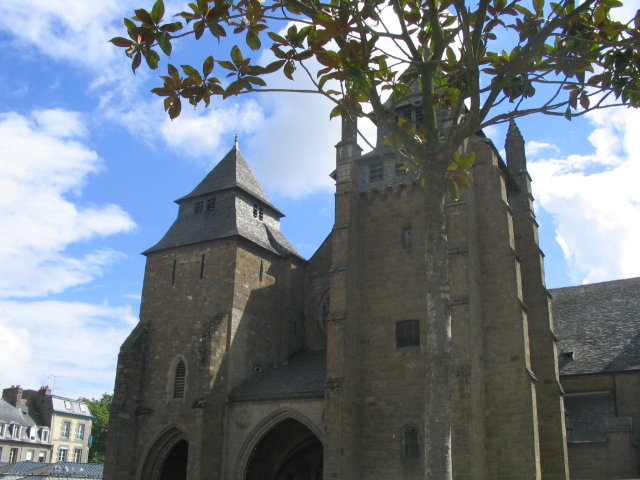
Catedral de Saint-Brieuc.

Brioc murió allí y fue enterrado en la iglesia del monasterio, después catedral dedicada a San Esteban. Sus relíquias fueron trasladasa en 865 a Angers y nuevamente se trasladaron en 1166. Una parte, con su anillo, volvió a la Catedral de Saint-Brieuc en 1210.

## Identificación con Sant Briavel
En algunos santorales británicos del siglo XI consta un Sant Briavel, con festividad el 17 de junio o el 2 de julio. Se cree que es el mismo Brioc, tomando el nombre de Briafael. 